# Caso Milvana Salomone
El Caso Milvana Salomone es el nombre de una investigación y proceso judicial uruguayo, sobre el secuestro ocurrido el 17 de mayo de 2015 y posterior liberación de la doctora Milvana Salomone. El caso estuvo ampliamente cubierto por la prensa del país y fue resuelto.
Hasta junio de 2015 fue el hecho policial que más efectivos tuvo destinados a la investigación de un único caso en Uruguay.

## Contexto
El 17 de mayo de 2015 la ginecóloga uruguaya Milvana Salmone de 48 años, llegó en auto a su hogar, en Parque Batlle, desde Florida. Dos personas la siguieron en una camioneta Kia para secuestrarla. A las 18:50 horas es abordada por los sujetos, ambos encapuchados. Salomone fue reportada desaparecida ese mismo día.
El 4 de junio, el esposo Germán Álvarez recibe un llamado de un celular, en el que se le indica que concurra a una casa ubicada en Joaquín Artigas, Canelones, para retirar de un buzón un sobre con tres cartas. Las llamadas de los captores con la familia continuaron hasta que se acordó donde debería ser llevado el dinero del rescate.
El 6 de junio de 2015, el día de su cumpleaños, se realizó una convocatoria en la cabecera del puente de la Piedra Alta en Florida.
El 8 de junio de 2015, bajo la iniciativa titulada: Buscando a Milvana, se llevaron a cabo varias campañas en las que se difundieron fotografías de Salomone en Facebook, Twitter y un blog.

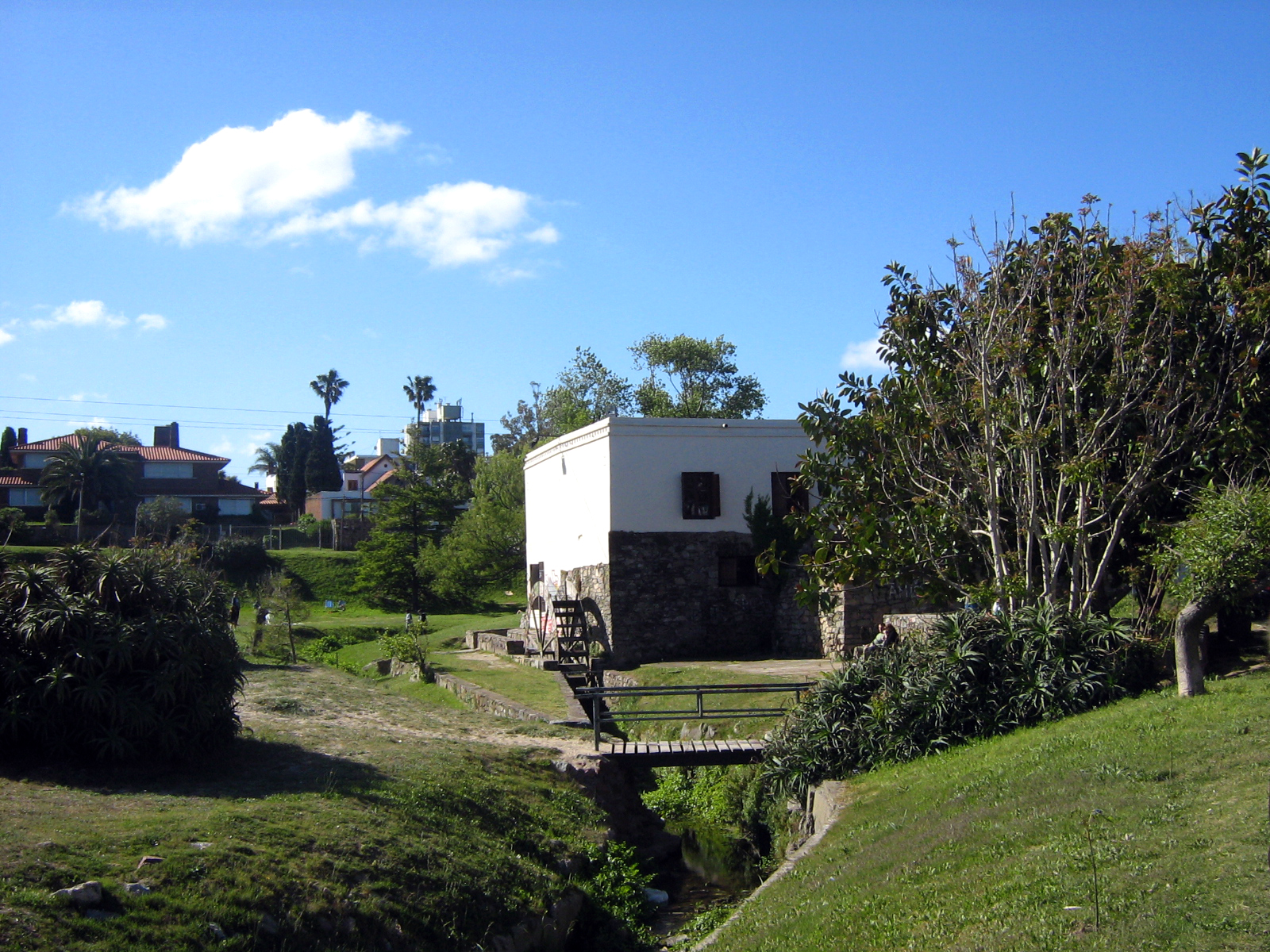
Molino de Pérez.

Milvana Salomone, durante su cautiverio, estuvo en un pozo que tenía siete bloques de largo, cinco de ancho, y una profundidad de 1,70 metros.
La familia publicó un aviso en el suplemento Gallito Luis del periódico El País en el que daban un celular de contacto para coordinar el lugar del rescate.
El 12 de junio, el esposo recibió una nueva llamada en la que se que se le ordenó ir a diferentes lugares y retirar un celular por el que se le indicó dónde debería dejar el bolso con 300 mil dólares, dinero del rescate que fue entregado en el Molino de Pérez en Punta Gorda.

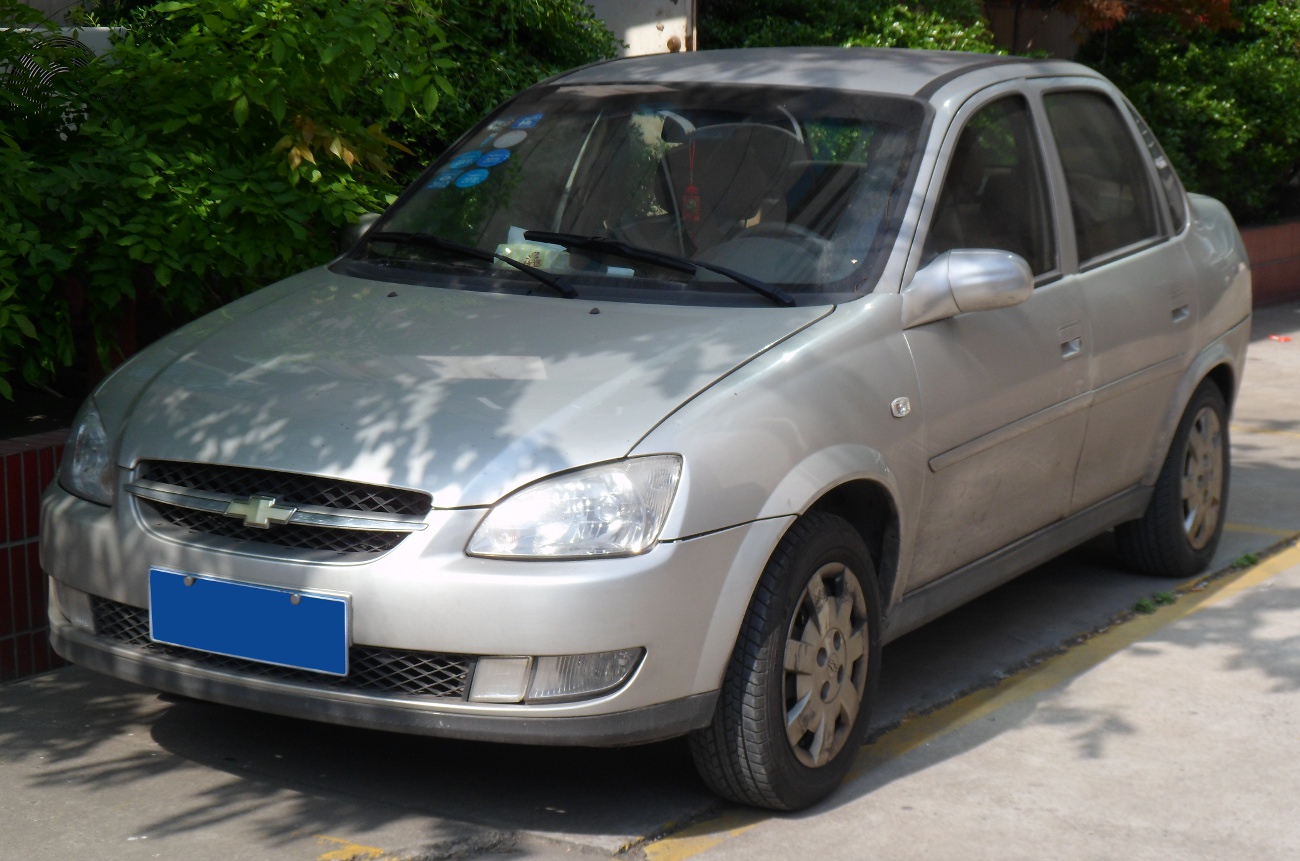
Chevrolet Corsa gris similar al alquilado por uno de los integrantes de la banda.

El 15 de junio llegó la última llamada para la familia, informando que al otro día iban a tener noticias. El 16 de junio un vehículo Chevrolet Corsa gris alquilado a nombre de uno de los autores del hecho.
Cerca de las siete de la mañana dos personas que dieron varias vueltas en el auto hasta que finalmente dejaron sentada a Milvana en el borde de un camino por la Ruta 32, para luego darse a la fuga. Milvana se dirigió a una casa, golpeó y fue atendida por los dueños de la misma quienes avisaron a la familia donde estaban para que la pudiesen ir a buscar en la zona de Canelón Chico.

"(La médica) estuvo siempre en el país".
Mario Layera Jefe de Policía de Montevideo en conferencia de prensa, junio de 2015.

## Indagación
El cuerpo policial fue identificando a todos los integrantes de la banda criminal. Sesenta policías a cargo de la Jefatura de Montevideo trabajaron en la búsqueda de la médica. La policía ya había asignado una cantidad similar de agentes a otras investigaciones, pero nunca había mantenido durante dos semanas a tanto personal dedicado a un solo caso.
Cerca del Cementerio Norte se dio vista al auto que liberó a Salomone. Permaneció cautiva un total de durante 29 días. Luego de un enfrentamiento con disparos hubo una fuga a pie. Pero en el auto se encontraron los elementos que confirmaban la relación con el caso. Se informó sobre la requerimiento de uno de los implicados.
Fueron detenidas por el caso trece personas, diez hombres y tres mujeres. El identificado como líder de la banda era considerado peligroso contaba con antecedentes y se entregó en un bar a la policía. El 24 de junio de 2015 es atrapado un participante del secuestro. El dinero del secuestro 300 mil dólares fue recuperado casi en su totalidad en los allanamientos realizados tras la aparición de la médica.

## Sentencia
El entonces director de la Policía Nacional de Uruguay Julio Guarteche, manifestó que se trató de una investigación "muy compleja" y que se manejaron varias hipótesis porque la escena "era incongruente". Para el Ministerio del Interior de Uruguay resultó importante la desarticulación total de la banda de delincuentes para desalentar la idea de quienes quieran seguir practicando este delito en el país. A los doce detenidos se les tipificó el delitos en diferente grado como: secuestro extorsivo, receptación, entre otros cargos. La jueza en lo penal de 10.ª turno Dolores Sánchez, procesó con prisión a cinco personas por el caso. La jueza concedió el beneficio de la prisión domiciliaria a uno de los procesados, un ex-boxeador del Club nacional, de iniciales A.M. y 73 años, que padece cáncer, informaron fuentes judiciales.
El 3 de agosto de 2015 fueron entregadas las Medallas al Mérito Policial en grado bronce por el Ministerio del Interior de Uruguay al grupo de funcionarios policiales que actuaron directamente en la investigación, esclarecimiento y detención de los responsables.